# Wald (Alto Palatinato)
Wald è un comune tedesco di 2 807 abitanti, situato nel land della Baviera.